# Zapasy na Igrzyskach Ameryki Środkowej i Karaibów 1993
Turniej w ramach Igrzysk w Ponce 1993 roku.

## Tabela medalowa
Gospodarz zawodów został zaznaczony kolorem.
| Poz.  | Państwo    |    |    |    | Łącznie |
| ----- | ---------- | -- | -- | -- | ------- |
| 1.    | Kuba       | 20 | 0  | 0  | 20      |
| 2.    | Wenezuela  | 0  | 9  | 2  | 11      |
| 3.    | Portoryko  | 0  | 5  | 7  | 12      |
| 4.    | Meksyk     | 0  | 5  | 3  | 8       |
| 5.    | Dominikana | 0  | 1  | 2  | 3       |
| 6.    | Nikaragua  | 0  | 0  | 3  | 3       |
| 7.    | Gwatemala  | 0  | 0  | 2  | 2       |
| 8.    | Panama     | 0  | 0  | 1  | 1       |
| Razem | Razem      | 20 | 20 | 20 | 60      |

## Wyniki

### W stylu klasycznym
| Waga   | złoty             | srebrny                | brązowy              |
| ------ | ----------------- | ---------------------- | -------------------- |
| 48 kg  | Wilber Sánchez    | Enrique Aguilar        | Mynor Ramírez        |
| 54 kg  | Raúl Martínez     | Ulises Valentín        | Juan Cortés          |
| 58 kg  | William Lara      | Pedro Maldonado        | Ramón Meña           |
| 63 kg  | Juan Luis Marén   | Winston Santos         | Carlos Rodríguez     |
| 69 kg  | Rodolfo Fuentes   | José Alberto Díaz      | Francisco López      |
| 76 kg  | Nestor Almanza    | Néstor García          | Rodolfo Hernández    |
| 85 kg  | Alexei Banes      | Jairo Guerrero         | José Betancourt      |
| 90 kg  | Reynaldo Peña     | Evelio de Jesús Suárez | Mario González Pérez |
| 97 kg  | Héctor Milián     | Emilio Suárez          | Luis Márquez         |
| 130 kg | Fernando Jourdain | Edwin Millet           | Magdiel Gutiérrez    |

### W stylu wolnym
| Waga   | złoty             | srebrny         | brązowy                |
| ------ | ----------------- | --------------- | ---------------------- |
| 48 kg  | Alexis Vila       | Itamar Díaz     | Mynor Ramírez          |
| 54 kg  | Carlos Varela     | Bernardo Olvera | Ronnier Mendieta       |
| 58 kg  | Jesús Wilson      | José Barreto    | Radamés Martínez       |
| 63 kg  | Carlos Ortíz      | Jorge Olvera    | Anibál Nieves          |
| 69 kg  | Jesús Rodríguez   | Eloy Urbano     | Ángelo Mota Brea       |
| 76 kg  | Alberto Rodríguez | Felipe Guzmán   | José Santiago          |
| 85 kg  | Ariel Ramos       | José Betancourt | Luis Varela            |
| 90 kg  | Roberto Limonta   | Orlando Rosa    | Evelio de Jesús Suárez |
| 97 kg  | Wilfredo Morales  | Emilio Suárez   | Rey Santiago           |
| 130 kg | Yosvany Negret    | Edwin Millet    | Magdiel Gutiérrez      |